# Acción ejecutiva (película)
Acción ejecutiva es una película de 1973 del director David Miller.

## Argumento
La película plantea cómo un grupo de poderosos magnates ultraderechistas estadounidenses, opuestos a las políticas del presidente John F. Kennedy con respecto a los derechos civiles, la política exterior y el oligopolio petrolero, urde una trama para asesinarlo. Con ese fin recurren a varios tiradores, entrenados para asesinar al presidente Kennedy mediante un fuego cruzado en Dallas, y a un doble de Lee Harvey Oswald, quien acabará siendo un mero cabeza de turco de la conspiración.
Uno de los guionistas de la película fue Mark Lane, autor del libro Rush to Judgment, donde se expone la primera teoría conspiratoria sobre el asesinato del presidente Kennedy, que tuvo una amplia difusión y en la que cuestionaba la versión oficial de la Comisión Warren poco después de publicarse sus conclusiones.
Después de una de sus reuniones, Foster y Farrington, discuten sus temores turbios y paranoicos, sobre el futuro del país bajo el gobierno de Kennedy y la seguridad de los blancos de la clase dominante en todo el mundo, por el aumento de la población de asiáticos, indios y negros. Ambos parecen estar al tanto de planes secretos conocidos por la CIA que Ferguson, un civil, tal vez desconozca. 
Foster habla con Ferguson y pronostica que la población mundial en el año 2000 será de 7 mil millones de habitantes, la mayoría de ellos no blancos y migrando fuera de sus zonas de reproducción, en Europa y América del Norte. Foster ve la posible victoria de Estados Unidos en  Vietnam como una oportunidad para tener mayor presencia en Asia, aumentar la influencia política y económica de Estados Unidos en esa región, controlar el mundo en desarrollo y tratar de reducir su población a 550 millones de habitantes solamente, con políticas de control natal y el uso de la ciencia, y agrega inquietantemente "Lo sé, he visto los datos" de la CIA. También afirma que los mismos métodos de control poblacional con la ciencia en Asia, África y el mundo en desarrollo, también se pueden aplicar a grupos no deseados que viven en el interior de los Estados Unidos, asiáticos, negros, latinos y blancos pobres.
Ferguson mira los informes de noticias y se preocupa mucho por la dirección cada vez más liberal del gobierno del presidente Kennedy, la acción sobre los derechos civiles, adopción del Tratado de Prohibición de Ensayos Nucleares y la propuesta del desarme nuclear. El momento decisivo llega en un informe de noticias anti-Kennedy sobre el deterioro de la situación en Vietnam del Sur. Le sigue la decisión de Kennedy de octubre de 1963 (Memorando de Acción de Seguridad Nacional # 263) de retirar a todos los asesores estadounidenses de Vietnam del Sur a fines de 1965, poniendo fin de manera efectiva a la participación directa de Estados Unidos en la Guerra de Vietnam. Ferguson llama a Foster y le dice, que ahora apoya su proyecto de control poblacional en Asia y el mundo.
Se describe la escena del tiroteo contra el presidente Kennedy en su visita a Dallas. Cuando la noticia del asesinato llega a los conspiradores, la película analiza sus efectos sobre ellos. Los tiradores contratados abandonan Dallas y los conspiradores trabajan para encubrir las pruebas de su participación en el asesinato. Farrington y su asistente Tim discuten los inconvenientes de la supervivencia de Oswald, capturado después de disparar contra el presidente Kennedy. Tim se acerca al dueño del club nocturno Jack Ruby, quien acecha y mata a Oswald, para evitar ser relacionados con él en las investigaciones de la conspiración para asesinar al presidente Kennedy. 
Los conspiradores discuten las consecuencias políticas en Washington D. C., después del asesinato del presidente Kennedy, preocupados por las represalias del fiscal general Robert F. Kennedy y la credibilidad del complot. Foster afirma que Bobby Kennedy no está pensando como fiscal general, sino como un hermano afligido por la muerte del presidente Kennedy, y para cuando se recupere será demasiado tarde. Los conspiradores coinciden en que la gente creerá en la historia porque "quiere". Poco después, Foster recibe una llamada telefónica del asistente de Farrington, le informan que su amigo Farrington murió de un ataque cardíaco en el Parkland Hospital. Los conspiradores y sus planes, ahora están más aislados del vínculo con el grupo que cometió los asesinatos.
Pero el trabajo de los conspiradores no ha terminado del todo, se muestra un collage de fotos de 18 testigos materiales del asesinato del presidente Kennedy, todos menos dos, según la película, murieron por causas no naturales dentro de los tres años posteriores al asesinato. Una voz en off dice que un actuario del periódico británico The Sunday Times, calculó la probabilidad de que todas estas personas, que presenciaron el asesinato de Kennedy murieran en ese período de tiempo en 100.000 billones a uno. [A]

## Producción
El actor Donald Sutherland ha sido acreditado como el que dio origen al film. Sutherland planeaba protagonizar y producir el film pero tuvo que abandonar la idea por falta de financiación. Executive Action fue el último trabajo de Robert Ryan, que murió cuatro meses después.
La banda sonora fue compuesta por Randy Edelman.